# Скорина Людмила Вікторівна
Людмила Вікторівна Скорина (нар. 30 жовтня 1973, Черкаси) — літературознавець, критик, член Черкаської організації НСПУ.

## Біографія
Народилася 30 жовтня 1973 року в м. Черкаси. Закінчила Черкаський педагогічний інститут за спеціальністю «Українська мова і література та історія» (1995), аспірантуру Інституту літератури ім. Т. Г. Шевченка.
В 2012 році захистила кандидатську дисертацію на тему «Драматургія Івана Дніпровського: стиль, проблема характеру, соціально-історичний контекст"».
Кандидат філологічних наук, доцент кафедри української літератури та компаративістики Інституту української філології і соціальних комунікацій Черкаського національного університету ім. Б. Хмельницького.
23 жовтня 2012 року стала членом НСПУ Черкаської області.
Коло наукових інтересів: історія української драматургії 20-30 років ХХ століття, література української діаспори, аналіз художнього твору, компаративістика, інтертекстуальність.